# 8213: Gacy House
8213: Gacy House o Paranormal Entity 2: Gacy House es una película de terror estadounidense de 2010 de The Asylum. La película está dirigida por Anthony Fankhauser y sirve como una floja precuela de la película de 2009 Paranormal Entity, además de ser un mockbuster de la película Paranormal Activity 2.

## Argumento
Un grupo de investigadores de lo paranormal entran en la casa abandonada del asesino en serie John Gacy, con la esperanza de encontrar evidencia de actividad paranormal. Al entrar en la casa ponen cámaras en toda la casa abandonada mientras que van de cuarto en cuarto con cámaras en la mano, realizando sesiones de espiritismo y pidiendo a John Gacy que se manifieste. A medida que la noche avanza parece que los investigadores no están preparados para el horror que está por suceder dentro de la casa.

## Reparto
| Actor              | Personaje               | Notas         |
| ------------------ | ----------------------- | ------------- |
| Michael Gaglio     | Profesor Roger Franklin | No acreditado |
| James Arthur Lewis | Mike Lewis              | No acreditado |
| Brett Newton       | Gary Gold               | No acreditado |
| Sylvia Panacione   | Tessa Escobar           | No acreditado |
| Rachel Riley       | Lena Russell            | No acreditado |
| Matthew Temple     | Robby Williams          | No acreditado |
| Diana Terranova    | Janina Peslo            | No acreditado |